# Villemer (Seine-et-Marne)
Villemer település Franciaországban, Seine-et-Marne megyében. Lakosainak száma 766 fő (2022. január 1.). Villemer Dormelles, La Genevraye, Nonville, Treuzy-Levelay, Villecerf, Moret-Loing-et-Orvanne és Villemaréchal községekkel határos.

## Népesség
A település népessége az elmúlt években az alábbi módon változott:
| Lakosok száma | 706  | 733  | 755  | 742  | 745  | 782  | 789  | 778  | 766  |
|               | 2013 | 2015 | 2016 | 2017 | 2018 | 2019 | 2020 | 2021 | 2022 |